# Juan Musso
Juan Agustín Musso (San Nicolás, 1994. május 6. –) argentin válogatott labdarúgó, az Atlético Madrid játékosa.

## Pályafutása

### Klubcsapatokban
A Racing Club saját nevelésű játékosa, 2017. május 28-án debütált a San Lorenzo de Almagro ellen. 2018 nyarán az olasz Udinese szerződtette. 2021. július 2-án az Atalanta szerződtette 2025 nyaráig. 2024. május 22-én a német Bayer Leverkusen ellen megnyerte csapatával az Európa-ligát. 2024 nyarán az Atlético Madrid kölcsönvette a szezon végéig.

### A válogatottban
2019. március 26-án mutatkozott be a felnőtt válogatottban Marokkói elleni barátságos mérkőzésen. 2021. június 14-én bekerült a Copa Américra utazó keretbe a sérült Esteban Andrada helyére.

## Sikerei, díjai

### Klub
- Racing Club
  - Argentin bajnok: 2014
- Atalanta
  - Európa-liga: 2023–24

### Válogatott
- Argentína
  - Copa América: 2021
  - Superclásico de las Américas: 2019[10][11]